# Талмедж (Небраска)
Талмедж (англ. Talmage) — селище (англ. village) в США, в окрузі Ото штату Небраска. Населення — 198 осіб (2020).

## Географія
Талмедж розташований за координатами 40°31′54″ пн. ш. 96°1′26″ зх. д. / 40.53167° пн. ш. 96.02389° зх. д. (40.531595, -96.023850).  За даними Бюро перепису населення США в 2010 році селище мало площу 0,42 км², уся площа — суходіл.

## Демографія
Згідно з переписом 2010 року, у селищі мешкали 233 особи в 97 домогосподарствах у складі 66 родин. Густота населення становила 549 осіб/км².  Було 118 помешкань (278/км²).
Расовий склад населення:
| - 93,6 % — білих - 1,3 % — чорних або афроамериканців - 3,4 % — осіб інших рас |

До двох чи більше рас належало 1,7 %. Частка іспаномовних становила 7,3 % від усіх жителів.
За віковим діапазоном населення розподілялося таким чином: 22,7 % — особи молодші 18 років, 58,8 % — особи у віці 18—64 років, 18,5 % — особи у віці 65 років та старші. Медіана віку мешканця становила 45,5 року. На 100 осіб жіночої статі у селищі припадало 106,2 чоловіків;  на 100 жінок у віці від 18 років та старших — 104,5 чоловіків також старших 18 років.
Середній дохід на одне домашнє господарство  становив 47 912 долари США (медіана — 34 125), а середній дохід на одну сім'ю — 40 963 долари (медіана — 32 000). Медіана доходів становила 40 750 доларів для чоловіків та 23 750 доларів для жінок. За межею бідності перебувало 19,2 % осіб, у тому числі 47,2 % дітей у віці до 18 років та 10,2 % осіб у віці 65 років та старших.
Цивільне працевлаштоване населення становило 100 осіб. Основні галузі зайнятості: виробництво — 29,0 %, транспорт — 15,0 %, освіта, охорона здоров'я та соціальна допомога — 15,0 %.